# Gabriel-Henri Gaillard
Gabriel-Henri Gaillard, född den 26 mars 1726 i Ostel, död den 13 februari 1806 i Vineuil-Saint-Firmin, var en fransk historieskrivare.
Gaillard blev 1760 medlem av Académie des inscriptions och 1771 av Franska akademien. Bland hans många berättande och föga kritiska historiska arbeten märks Histoire de François I:er (7 band, 1766-69) och Histoire de la rivalité de la France et de l'Angleterre (11 band, 1771-77). Gaillard författade dessutom största delen av Dictionnaire historique (6 band, 1789-1804) i "Encyclopédie méthodique" liksom flera lovtal och estetiska arbeten.